# Dixit - Qualcosa da dire
Dixit - Qualcosa da dire è stato un programma di approfondimento storico andato in onda tra il 2009 e il 2013 sul canale Rai Storia dalle ore 21 alle 23 e in replica, nei giorni successivi, dalle 15 alle 17.
Ideato da Giovanni Minoli, la trasmissione prevedeva inizialmente un itinerario di approfondimento in cinque serate  nel mondo della storia (Dixit fatti, Dixit guerra e Dixit mondo), dello spettacolo (Dixit Stelle), delle grandi personalità (Dixit biografie), della scienza (Dixit scienza) e della religione (Dixit religio). A questa serie si è poi aggiunto il ciclo Volti di parole, a cura di Gabriella Oberti e in onda il sabato in prima serata, con la proposta di conferenze (come il ciclo Lezioni di storia).
Il programma era curato da Piero Corsini, Massimiliano De Santis, Carlo Durante, Daniela Ghezzi, Marco Melega, Gabriella Oberti e Stefano Rizzelli.